# Jean de Létraz
Jean de Létraz, född 1897, död 4 juni 1954, var en fransk författare och dramatiker vars verk har filmatiserats.